# Cayenne (compositie)
"Cayenne" is een instrumentaal nummer van de Britse band The Quarrymen, de voorloper van The Beatles. Het nummer verscheen in 1995 voor het eerst op het compilatiealbum Anthology 1.

## Achtergrond
"Cayenne" is geschreven door Paul McCartney en werd in april 1960 opgenomen in de badkamer van zijn huis tijdens repetities van The Quarrymen. Het nummer wordt niet toegeschreven aan Lennon-McCartney, wat aangeeft dat McCartney en John Lennon destijds nog geen afspraken hadden gemaakt over hun toekomstige partnerschap. Het nummer komt voort uit een instrumentale jamsessie en toont gelijkenissen met de muziek van The Shadows; in 1961 zou de band als The Beatles het eveneens instrumentale "Cry for a Shadow" opnemen. Gitarist George Harrison is niet op het nummer te horen. Het is niet bekend waarom de titel "Cayenne" is gekozen voor het nummer; een mogelijke verklaring zou zijn dat de titel verwijst naar de cayennepeper vanwege de samba-invloeden in de muziek.
"Cayenne" werd, samen met "Hallelujah, I Love Her So" en "You'll Be Mine", de andere nummers van The Quarrymen die bij McCartney thuis zijn opgenomen, in 1995 uitgebracht op het compilatiealbum Anthology 1. Dit zijn de enige officieel uitgebrachte nummers van The Beatles waarop basgitarist Stuart Sutcliffe te horen is, die enige tijd later de band zou verlaten. Alhoewel de tape in april 1960 is opgenomen, werd deze pas jaren later ontdekt door de toenmalige buren van McCartney.